# Jaworce
Jaworce (do 2007 Jawórce) – wieś w Polsce położona w województwie lubelskim, w powiecie opolskim, w gminie Karczmiska. Do 2007 roku nosiła nazwę Jawórce.
W latach 1975–1998 miejscowość należała administracyjnie do ówczesnego województwa lubelskiego.
Wieś wraz z wsią Mieczysławka tworzy sołectwo Jaworce-Mieczysławka.
Wierni Kościoła rzymskokatolickiego należą do parafii św. Wawrzyńca w Karczmiskach.